# Muralles de Rossell
Les muralles de Rossell, són en l'actualitat unes escasses restes disperses en els murs d'algunes cases del nucli més antic de la població. Estan declarades, genèricament, sota la protecció de la Declaració genèrica del Decret de 22 d'abril de 1949, i la Llei 16/1985 sobre el Patrimoni Històric Español, Bé d'interès cultural, presentant codi 12.03.096-001 en el llistat de fitxes BIC de la Direcció general de Patrimoni Artístic de la Generalitat Valenciana.
Les muralles, que es trobaven envoltant l'antic nucli de població que data de 1255, segons consta en la documentació existent, actualment no existeixen, van haver de derruir-se en època molt primerenca per l'expansió de la població.
Malgrat això pot apreciar-se en l'estructura de diversos habitatges les restes de llenç de les muralles o el traçat original d'aquestes.